# Домінік Вілкінс
Жак Домінік Вілкінс (англ. Jacques Dominique Wilkins, нар. 12 січня 1960, Париж, Франція) — американський професійний баскетболіст, що грав на позиції легкого форварда за низку команд НБА, зокрема за «Атланта Гокс», яка навіки закріпила за ним ігровий №21. Гравець національної збірної США. Дев'ятиразовий учасник матчів усіх зірок НБА.
2006 року введений до Баскетбольної Зали слави (як гравець).

## Ранні роки
Народився 1960 року в Парижі у сім'ї льотчика-військового. Згодом сім'я переїхала до Далласу, потім до Балтимору, поки врешті не осіла у Вашингтон, Північна Кароліна. Там Вілкінс вчився у місцевій старшій школі, де був лідером баскетбольної команди. Двічі приводив її до титулу чемпіона штату.

## Ігрова кар'єра
На університетському рівні грав за команду Джорджія (1979–1982). Ставав найкращим баскетболістом конференції SEC, а також включався до символічної другої збірної NCAA.
1982 року був обраний у першому раунді драфту НБА під загальним 3-м номером командою «Юта Джаз». Проте професіональну кар'єру розпочав виступами за «Атланта Гокс», куди був обміняний через кілька місяців на Джона Дрю та Фрімена Вільямса. Захищав кольори команди з Атланти протягом наступних 12 сезонів.
1985 року виграв свій перший конкурс слем-данків. 1986 року, після кількох впевнених сезонів у лізі, став найкращим бомбардиром НБА, забиваючи 30,3 очок за матч. Того ж сезону вперше взяв участь у Матчі всіх зірок НБА, а також був включений до символічної збірної НБА. Під час зіркового вікенду 1986 спробував повторити свій успіх у конкурсі слем-данків, однак поступився одноклубнику Спаду Веббу. В одному з матчів сезону Вілкінс забив 57 очок. Команда з 50-ма перемогами легко пробилася до плей-оф. Там у першому раунді обіграла «Детройт», проте в другому поступилася майбутньому чемпіону «Бостону».
Наступного року знову взяв участь у матчі всіх зірок та був другим за результативністю в лізі, поступившись лише Майклу Джордану. 16 квітня 1987 року у матчі проти «Чикаго» забив своє 10,000-е очко в кар'єрі. Допоміг команді здобути 57 перемог у регулярному сезоні, тому очікування на чемпіонство були високі. Проте у півфіналі Східної конференції «Атланта» програла «Детройту».
У сезоні 1987-1988 набирав рекордні для себе 30,7 очок за гру, що, однак не дозволило йому стати найкращим бомбардиром ліги, поступившись Майклу Джордану (35 очок за гру). Він також програв йому в конкурсі слем-данків. Проте Вілкінс допоміг команді втретє поспіль здобути мінімум 50 перемог у сезоні та дійти до півфіналу Східної конференції у плей-оф, де у важкій серії з семи матчів «Атланта» програла «Бостону».
У сезоні 1988-1989 до «Атланти» приєднались Реджі Теус та Моузес Мелоун, що підсилило атакуючу та оборонну гру команди. Однак у плей-оф, вона вилетіла вже у першому раунді, програвши «Мілвокі Бакс».
Наступного сезону Вілкінс вдруге в кар'єрі виграв конкурс слем-данків, перемігши Кенні Сміта. Однак у регулярному сезоні «Атланта» здобула лише 41 перемогу, що було недостатньо для потрапляння до плей-оф. Через незадовільні результати команду покинув її головний тренер Майк Фрателло.
У сезоні 1990-1991 в середньому робив 9 підбирань, що було найкращим показником в команді. Він також восьмий рік поспіль був її найкращим бомбардиром, набираючи 25,9 очок за гру. Взимку вшосте поспіль зіграв на матчі всіх зірок. За підсумками сезону втретє в кар'єрі був включений до Другої збірної НБА, а «Атланта» повернулась до плей-оф. Проте там програла вже у першому раунді чинному чемпіону «Детройту».
У сезоні 1991-1992 набрав своє 20,000-е очко, ставши 16-м гравцем, якому це вдалося. 2 лютого 1993 року в матчі проти «Сіетл Суперсонікс» набрав 20,880 очок у кар'єрі. Таким чином він став найкращим бомбардиром франшизи, обігнавши Боба Петтіта. Атланта пробилась до плей-оф, проте знову вилетіла у першому раунді, цього разу від «Чикаго».
Взимку 1994 року був обміняний до складу «Лос-Анджелес Кліпперс» на Денні Меннінга. На момент обміну Вілкінс набирав в середньому 24,4 очок за гру. Таким чином це єдиний епізод в історії НБА, коли команда, будучи на першому місці у своїй конференції, обмінює свого найкращого бомбардира. Вілкінс залишив «Атланту» як найрезультативніший гравець в її історії з 23,292-ма очками.
Влітку 1994 року перейшов до «Бостон Селтікс», у складі якої провів наступний сезон своєї кар'єри. В цей період також став чемпіоном світу в складі збірної США.
Наступною командою в кар'єрі гравця був «Панатінаїкос» з Греції, за який він відіграв один сезон. У складі грецького клубу став чемпіоном Євроліги, Найціннішим гравцем Фіналу чотирьох Євроліги, Найціннішим гравцем матчу всіх зірок чемпіонату Греції, володарем Кубка Греції та Найціннішим гравцем матчу Фіналу кубка Греції.
З 1996 по 1997 рік грав у складі «Сан-Антоніо Сперс».
1997 року перейшов до італійської команди «Фортітудо», у складі якої провів наступний сезон своєї кар'єри.
Останньою ж командою в кар'єрі гравця стала «Орландо Меджик», до складу якої він приєднався 1999 року і за яку відіграв лише частину сезону. В Орландо грав разом з братом Джеральдом Вілкінсом.

## Життя після НБА
2004 року почав працювати у структурі «Атланта Гокс» як віце-президент з баскетбольних операцій. Він також працює на телебаченні аналітиком матчів за участю «Атланти».
2010 року відкрив свою баскетбольну академію. 

## Статистика виступів в НБА
| * | Лідер ліги |

### Регулярний сезон
| Сезон              | Команда                 | GP   | GS  | MPG  | FG%  | 3P%  | FT%  | RPG | APG | SPG | BPG | PPG   |
| ------------------ | ----------------------- | ---- | --- | ---- | ---- | ---- | ---- | --- | --- | --- | --- | ----- |
| 1982–83            | «Атланта Гокс»          | 82*  | 82* | 32.9 | .493 | .182 | .682 | 5.8 | 1.6 | 1.0 | .8  | 17.5  |
| 1983–84            | «Атланта Гокс»          | 81   | 81  | 36.6 | .479 | .000 | .770 | 7.2 | 1.6 | 1.4 | 1.1 | 21.6  |
| 1984–85            | «Атланта Гокс»          | 81   | 81  | 37.3 | .451 | .309 | .806 | 6.9 | 2.5 | 1.7 | .7  | 27.4  |
| 1985–86            | «Атланта Гокс»          | 78   | 78  | 39.1 | .468 | .186 | .818 | 7.8 | 2.6 | 1.8 | .6  | 30.3* |
| 1986–87            | «Атланта Гокс»          | 79   | 79  | 37.6 | .463 | .292 | .818 | 6.3 | 3.3 | 1.5 | .6  | 29.0  |
| 1987–88            | «Атланта Гокс»          | 78   | 76  | 37.8 | .464 | .295 | .826 | 6.4 | 2.9 | 1.3 | .6  | 30.7  |
| 1988–89            | «Атланта Гокс»          | 80   | 80  | 37.5 | .464 | .276 | .844 | 6.9 | 2.6 | 1.5 | .7  | 26.2  |
| 1989–90            | «Атланта Гокс»          | 80   | 79  | 36.1 | .484 | .322 | .807 | 6.5 | 2.5 | 1.6 | .6  | 26.7  |
| 1990–91            | «Атланта Гокс»          | 81   | 81  | 38.0 | .470 | .341 | .829 | 9.0 | 3.3 | 1.5 | .8  | 25.9  |
| 1991–92            | «Атланта Гокс»          | 42   | 42  | 38.1 | .464 | .289 | .835 | 7.0 | 3.8 | 1.2 | .6  | 28.1  |
| 1992–93            | «Атланта Гокс»          | 71   | 70  | 37.3 | .468 | .380 | .828 | 6.8 | 3.2 | 1.0 | .4  | 29.9  |
| 1993–94            | «Атланта Гокс»          | 49   | 49  | 34.4 | .432 | .308 | .854 | 6.2 | 2.3 | 1.3 | .4  | 24.4  |
| 1993–94            | «Лос-Анджелес Кліпперс» | 25   | 25  | 37.9 | .453 | .247 | .835 | 7.0 | 2.2 | 1.2 | .3  | 29.1  |
| 1994–95            | «Бостон Селтікс»        | 77   | 64  | 31.5 | .424 | .388 | .782 | 5.2 | 2.2 | .8  | .2  | 17.8  |
| 1996–97            | «Сан-Антоніо Сперс»     | 63   | 26  | 30.9 | .417 | .293 | .803 | 6.4 | 1.9 | .6  | .5  | 18.2  |
| 1998–99            | «Орландо Меджик»        | 27   | 2   | 9.3  | .379 | .263 | .690 | 2.6 | .6  | .1  | .0  | 5.1   |
| Усього за кар'єру  | Усього за кар'єру       | 1074 | 995 | 35.5 | .461 | .319 | .811 | 6.7 | 2.5 | 1.3 | .6  | 24.8  |
| В іграх усіх зірок | В іграх усіх зірок      | 8    | 3   | 22.7 | .400 | .250 | .737 | 3.8 | 2.1 | .8  | .5  | 15.1  |

### Плей-оф
| Сезон             | Команда           | GP | GS | MPG  | FG%  | 3P%   | FT%  | RPG  | APG | SPG | BPG | PPG  |
| ----------------- | ----------------- | -- | -- | ---- | ---- | ----- | ---- | ---- | --- | --- | --- | ---- |
| 1983              | «Атланта Гокс»    | 3  | 3  | 36.3 | .405 | 1.000 | .857 | 5.0  | .3  | .7  | .3  | 15.7 |
| 1984              | «Атланта Гокс»    | 5  | 5  | 34.4 | .417 | .000  | .839 | 8.2  | 2.2 | 2.4 | .2  | 19.2 |
| 1986              | «Атланта Гокс»    | 9  | 9  | 40.0 | .433 | .439  | .861 | 6.0  | 2.8 | 1.0 | .2  | 28.6 |
| 1987              | «Атланта Гокс»    | 9  | 9  | 40.0 | .410 | .415  | .892 | 7.8  | 2.8 | 1.8 | .9  | 26.8 |
| 1988              | «Атланта Гокс»    | 12 | 12 | 39.4 | .457 | .222  | .768 | 6.4  | 2.8 | 1.3 | .5  | 31.2 |
| 1989              | «Атланта Гокс»    | 5  | 5  | 42.4 | .448 | .294  | .711 | 5.4  | 3.4 | .8  | 1.6 | 27.2 |
| 1991              | «Атланта Гокс»    | 5  | 5  | 39.0 | .372 | .133  | .914 | 6.4  | 2.6 | 1.8 | 1.0 | 20.8 |
| 1993              | «Атланта Гокс»    | 3  | 3  | 37.7 | .427 | .250  | .767 | 5.3  | 3.0 | 1.0 | .3  | 30.0 |
| 1995              | «Бостон Селтікс»  | 4  | 4  | 37.5 | .426 | .471  | .889 | 10.8 | 2.0 | .5  | .8  | 19.0 |
| 1999              | «Орландо Меджик»  | 1  | 0  | 3.0  | .500 | .000  | .000 | .0   | .0  | .0  | .0  | 2.0  |
| Усього за кар'єру | Усього за кар'єру | 56 | 55 | 39.6 | .429 | .281  | .824 | 6.7  | 2.6 | 1.3 | .6  | 25.4 |